# عبد المجيد أبو حجلة
عبد المجيد أبو حجلة (1922-1972) طبيب فلسطيني، ولد في دير استيا ودرس في مدرسة القرية وفي مدرسة النجاح الوطنية، وتخرج طبيباً من الجامعة الامريكية ببيروت عام 1946. عمل مسؤولا عن صحة بير السبع، ونقل طبيباً لصحة نابلس التي افتتح فيها عيادته الخاصة. في العام 1950 اصبح عضواً في مجلس النواب الاردني بعد توحيد الضفتين. وفي العام 1952 انتخب نائباً عن لواء نابلس في مجلس النواب. كان من نشيطي الحزب الشيوعي الذي أسس رابطة الإصلاح للفلاح . واتحاد الشباب وحركة انتصار السلام حيث جمع الدكتور عبد المجيد 140 ألف توقيع تستنكر الاسلحة النووية . فاز في عضوية مجلس النواب في انتخابات جربت عام 1956 التي افرزت  حكومية برئاسة سليمان النابلسي.
غادر مضطراً الاردن إلى مصر حيث رفض أن يعامل بصفته لاجئاً سياسياً وعمل طبيب صحة في مدينة غزة حتى صدور العفو الملكي في العام 1965. انخرط بعد الاحتلال في لجنة التوجيه الوطني التي كانت غايتها تشجيع المواطنين على عدم الرحيل والصمود على تراب الوطن ومقاومة الاحتلال. عرفت عيادته في نابلس بأنها صالون سياسي وملتقى لمن يشغلهم الشأن العام. 
توفي في نابلس عام 1972.